# Він ніколи не вмирав
«Він ніколи не вмирав» (англ. He Never Died) — американський фільм жахів, знятий у 2015 році.

## Сюжет
Головний герой фільму —Джек. У нього депресія, він ненавидить людей, а все своє існування скоротив до перегляду телевізора і сну. Джек не їсть звичайну їжу як всі люди, а харчується кров'ю. Однак, її він купує у звичайному магазині. Постачальниками крові для Джека є недобросовісні співробітники банку крові, які не бажають працювати чесно, а хочуть швидко заробляти гроші. Джек вживає кров не через своїх кулінарних пристрастей: вона допомагає йому продовжити існування. Джек живе довго … дуже довго. Але у довгого життя є свої неприємні сторони та моменти: головним недоліком Джек вважає нудьгу — в скількох лотереях він взяв участь, як він підривав свій організм адреналіном, скільки він телешоу переглянув, але йому від цього лише нудніше. Все частіше і частіше Джек ставить собі питання: а чи варто жити для того, щоб нудьгувати? Але незабаром йому нудьгувати не доведеться, адже він зіткнеться з цілою купою проблем, які зваляться на нього після того, як він зустріне дівчину Андреа. Вона стверджує, що Джек — її батько.

## У головних ролях
| Актор          | Роль    |
| -------------- | ------- |
| Генрі Роллінз  | Джек    |
| Стівен Огг     | Алекс   |
| Бу Бу Стюарт   | Джереми |
| Джордан Тодосі | Андреа  |